# 2004 în literatură
- 2003 în literatură — 2004 în literatură — 2005 în literatură

Anul 2004 în literatură a implicat o serie de evenimente și cărți noi semnificative.

## Cărți noi
- Germano Almeida - O mar na Lajinha
- R. Scott Bakker - The Darkness That Comes Before
- Blue Balliett - Chasing Vermeer
- Steven Barnes - The Cestus Deception
- Alistair Beaton - A Planet for the President
- Thomas Berger - Adventures of the Artificial Woman
- Louis de Bernières - Birds Without Wings
- T. C. Boyle - The Inner Circle
- Gennifer Choldenko - Al Capone Does My Shirts
- Stephen Clarke - A Year in the Merde
- Susanna Clarke - Jonathan Strange and Mr Norrell
- Wendy Coakley-Thompson - Back to Life
- Suzanne Collins - Gregor the Overlander
- J. J. Connelly - Layer Cake
- Afua Cooper - The Hanging of Angelique
- Bernard Cornwell - Sharpe's Escape și The Last Kingdom
- Douglas Coupland - Eleanor Rigby
- Stevie Davies - Kith & Kin
- L. Sprague de Camp, Lin Carter și Björn Nyberg - Sagas of Conan
- Cory Doctorow - Eastern Standard Tribe
- Harald Rosenløw Eeg - Yatzy – Yatzy – (roman pentru tineret)
- Ben Elton - Past Mortem
- Gustav Ernst - Grado. Süße Nacht
- Giorgio Faletti - Niente di vero tranne gli occhi
- Karen Joy Fowler - The Jane Austen Book Club
- Robert Goddard - Play to the End
- Adrien Goetz - La Dormeuse de Naples
- Helon Habila - Waiting for an Angel
- Elisabeth Harvor, All Times Have Been Modern (Canada)
- Michael Helm - In the Place of Last Things
- Carl Hiaasen - Skinny Dip
- Allison Hedge Coke - Rock, Ghost, Willow, Deer
- Alan Hollinghurst - The Line of Beauty
- Jiang Rong - Wolf Totem
- Cynthia Kadohata - Kira-Kira
- Peg Kehret - Escaping the Giant Wave
- Thomas Keneally - The Tyrant's Novel
- Stephen King - The Dark Tower VII: The Dark Tower și The Dark Tower VI: Song of Susannah
- Karl Ove Knausgård - A Time to Every Purpose Under Heaven
- David Leavitt - The Body of Jonah Boyd
- Tanith Lee - Piratica
- David Lodge - Author, Author
- Henning Mankell - Depths
- David Michaels - Tom Clancy's Splinter Cell
- David Mitchell -Cloud Atlas
- Aka Morchiladze - Santa Esperanza
- Robert Muchamore - The Recruit (roman) și Class A (roman)
- Bharati Mukherjee - The Tree Bride
- Alice Munro - Runaway
- Garth Nix - Grim Tuesday
- Linda Sue Park - When My Name Was Keoke
- Michael Reaves și Steve Perry - MedStar I: Battle Surgeons și MedStar II: Jedi Healer
- Marilynne Robinson - Gilead
- Roberto Bolaño - 2666
- Philip Roth - The Plot Against America
- Nick Sagan - Edenborn
- David Sherman & Dan Cragg - Jedi Trial
- Kyle Smith - Love Monkey
- Lemony Snicket - The Grim Grotto
- David Southwell - Conspiracy Files
- Muriel Spark - The Finishing School
- Olen Steinhauer - The Confession
- Neal Stephenson - The Confusion (Vol. II al Baroque Cycle) și The System of the World (Vol. III al Baroque Cycle)
- Sean Stewart - Yoda: Dark Rendezvous
- Thomas Sullivan - Dust of Eden
- Michel Thaler - Le Train de Nulle Part
- Karen Traviss - Star Wars Republic Commando: Hard Contact
- Jonathan Trigell - Boy A
- Andrew Vachss - Down Here
- Vivian Vande Velde - Heir Apparent
- Bob Weltlich - Crooked Zebra
- A. N. Wilson - My Name Is Legion
- Michael Winter - The Big Why
- Carlos Ruiz Zafon - The Shadow of the Wind
- Juli Zeh - Gaming Instinct

## Premii
- Medalia Premiului NobelPremiul Nobel pentru Literatură: Elfriede Jelinek